# Łąka (województwo podkarpackie)
Łąka – wieś w Polsce, położona w województwie podkarpackim, w powiecie rzeszowskim, w gminie Trzebownisko.
We wsi działa Stowarzyszenie „Wszyscy Razem”, Ludowy Klub Sportowy oraz Zgromadzenie Sióstr Opatrzności Bożej.
Prywatna wieś szlachecka, położona w województwie ruskim, w 1739 roku należała wraz z folwarkiem do klucza Łąka Lubomirskich. W latach 1975–1998 miejscowość administracyjnie należała do województwa rzeszowskiego.
Miejscowość jest siedzibą parafii św. Onufrego, należącej do dekanatu Rzeszów Północ, diecezja rzeszowska.

## Integralne części wsi
| SIMC    | Nazwa      | Rodzaj    |
| ------- | ---------- | --------- |
| 0664326 | Na Polu    | część wsi |
| 0664332 | Spiny      | część wsi |
| 0664349 | Zagrody    | część wsi |
| 0664355 | Zagumnie   | część wsi |
| 0664361 | Zaprzyrwie | część wsi |

## Krótka historia wsi
Wieś Łąka leży na równinie między starym a nowym łożyskiem Wisłoka, w odległości ok. dziesięciu kilometrów od Rzeszowa. Pierwotną nazwę wsi Łanka, później Łąka, przyniosły mnogie i rozległe łąki, wdzierające się w rozległe lasy dębowe, znajdujące się niegdyś na tych terenach. Według zapisków, na terenie obecnej Łąki, król Kazimierz Wielki posiadał bogatą stadninę konną. Domy dozorców królewskiej stadniny stanowiły początek w rozwoju wsi.
W ciągu wieków, Łąka przeszła kilka groźnych napadów. Dwukrotnie napadli na nią Tatarzy (w 1512 oraz w oktawę Bożego Ciała 1524), a w roku 1646 na Łąkę napadli Kozacy. Ponadto w dzieje wsi wpisała się pierwsza i druga wojna światowa, powodzie oraz pożary (m.in. pożar, który w 1911 roku pochłonął pół wioski).

### Dziedzice
Początkowo Łąka należała do dóbr królewskich. W 1354 roku, za oddanie i usługi ojczyźnie, została nadana na własność Janowi Rzeszowskiemu. Z rąk Rzeszowskich, w 1528 roku, Łąka przeszła w posiadanie Pileckich, panów na Łańcucie. Po wymarciu męskiego rodu Pileckich, majątek Łącki i inne dobra odziedziczyli Lubomirscy. Po bezpotomnej śmierci Stanisława Lubomirskiego, Łąka dostała się w posiadanie jego siostry, Józefy Marii Lubomirskiej, żony księcia Pawła Sanguszki, marszałka Księstwa Litewskiego. Około roku 1778, od Józefa Sanguszki, Łąkę nabył Aleksander Morski. Po jego śmierci, wieś przeszła na własność Zofii Czosnowskiej. Jej złe rządy sprawiły jednak, że Łąka i sąsiednie wsie przeszły w 1835 roku pod rządy Potockich z Łańcuta. Mimo tego, że Potoccy przejęli Łąkę w nieładzie i ruinie, udało im się sprawić, że wieś zakwitła na nowo.

## Zabytki

### Kościół
Pierwszy kościół

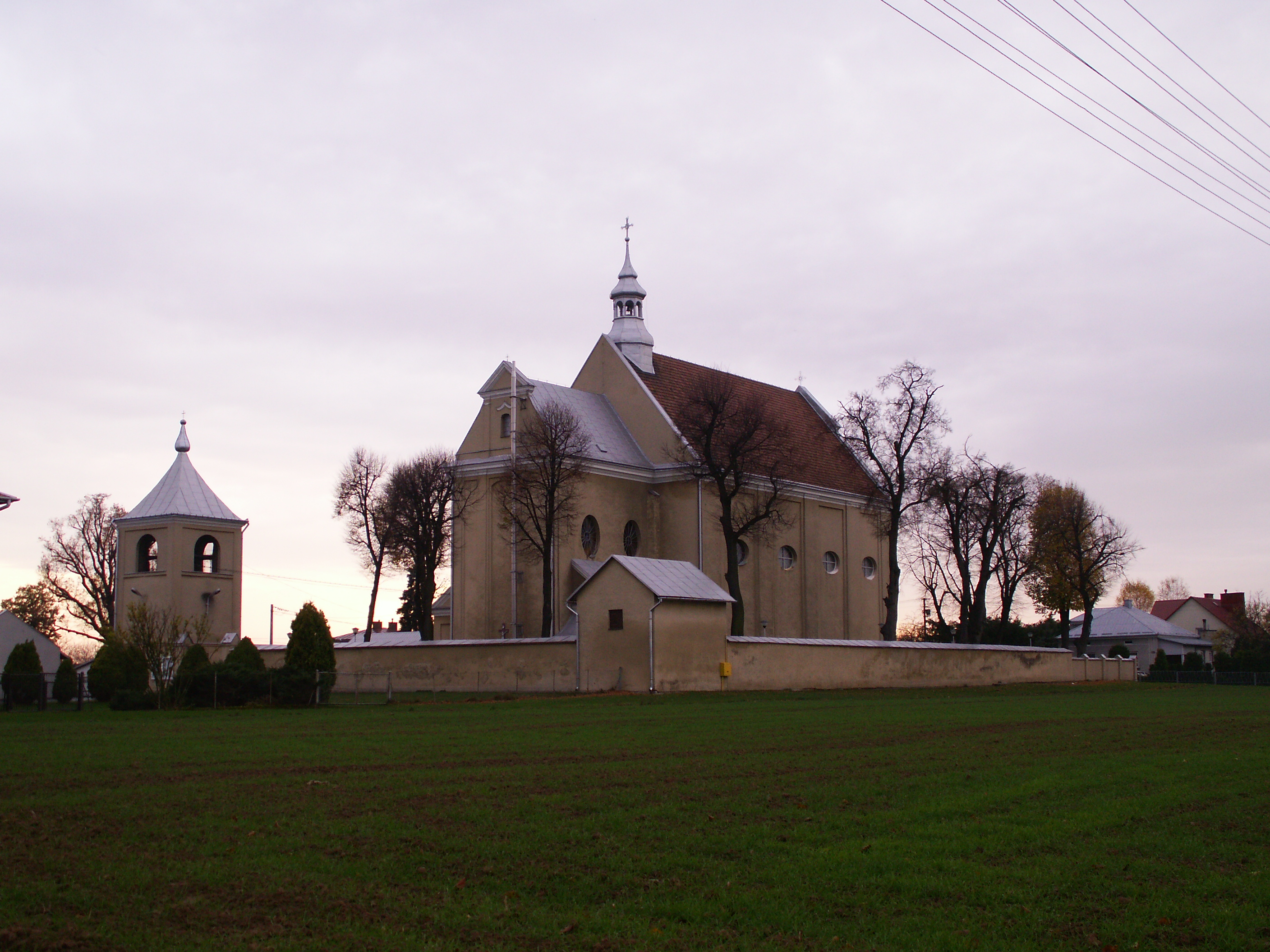
Kościół pw. św. Onufrego w Łące

Pierwszy kościół w Łące wystawił w 1409 roku Jan Feliks Rzeszowski. Kościół ten, pod wezwaniem św. Marcina był zbudowany z drewna i posiadał trzy ołtarze (ołtarz główny z obrazem św. Marcina). W 1624 roku na wieś napadli Tatarzy i zrabowali świątynię. Kościół jednak ocalał i przetrwał do roku 1694.
Drugi kościół
Drugim kościołem w Łące była pierwotna kaplica szpitalna pw. św. Jadwigi, wystawiona w 1635 roku przez Teofilę księżną Ostrogską. W latach 1694–1748 kaplica ta służyła mieszkańcom Łąki, jako kościół parafialny.
Trzeci kościół
Trzecią świątynią we wsi Łąka jest kościół pw. św. Onufrego, wybudowany w roku 1742, przez księcia Pawła Sanguszkę. Konsekracji tego obiektu dokonał biskup Sierakowski dnia 26 maja 1748 roku. Kościół zbudowany został w stylu późnobarokowym. Wewnątrz kościoła znajduje się pięć ołtarzy bocznych. W ołtarzu głównym widnieje obraz olejny, pędzla włoskiego malarza, przedstawiający Komunię św. Onufrego.

### Pałac

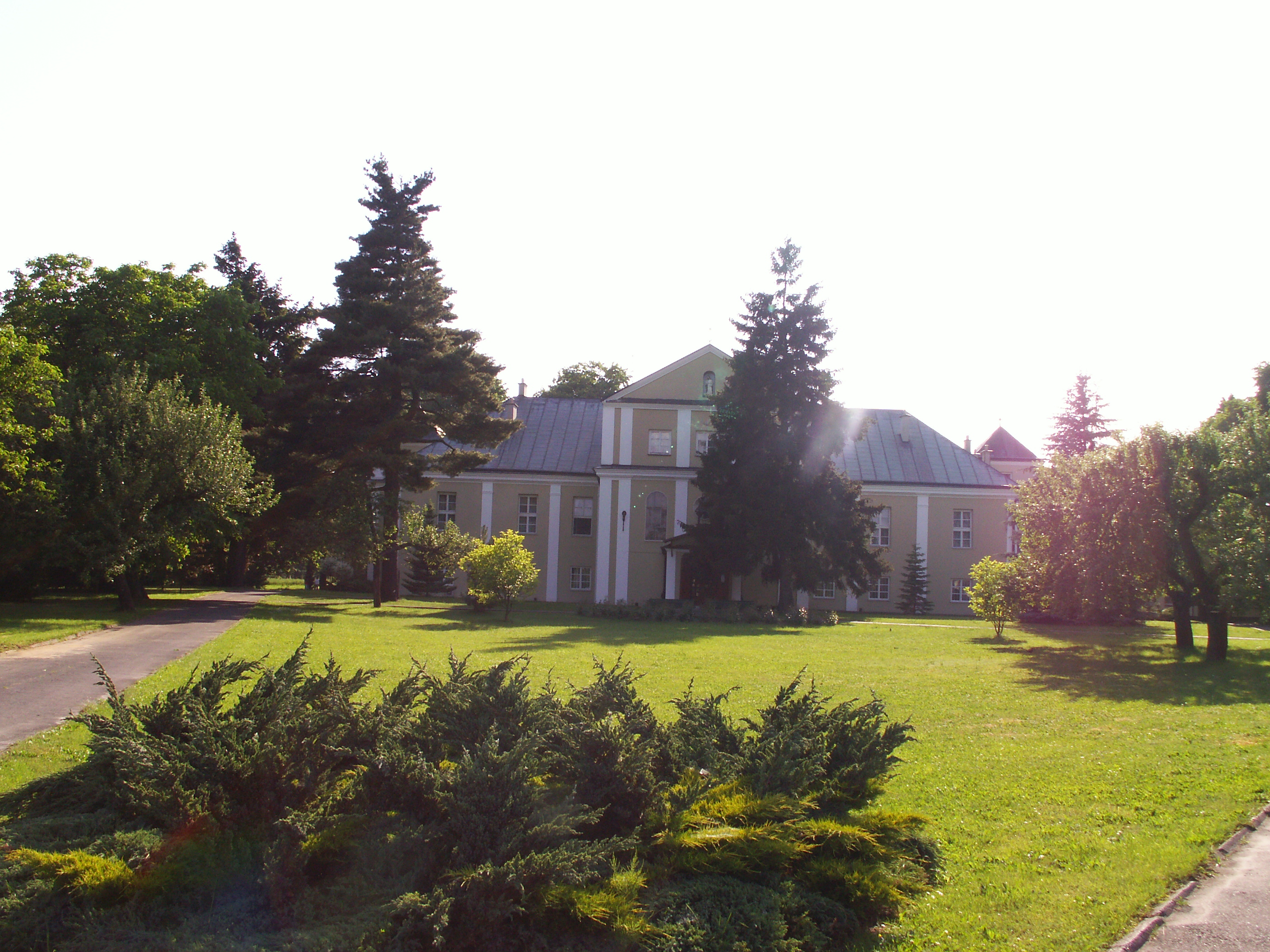
Pałac łącki

Pałac Lubomirskich, który stoi na skraju wsi, ma swoją wiekową przeszłość. Przekazywany przez spadkobierców z pokolenia na pokolenie, jest najstarszym budynkiem, zachowanym w bardzo dobrym stanie do dziś. Fundatorem obiektu był Krzysztof Kostka, który w latach 1582-1603 był właścicielem wsi. Z pierwszych zapisków wiadomo, że w roku 1686, w kaplicy tego pałacu odbył się ślub Szymona Łozińskiego i Teresy Zamięckiej.
Za czasów Potockich, przekształcono pałac na fabrykę wyrobów sukiennych, jednak trwało to bardzo krótko. Zofia, córka Alfreda hrabiego Potockiego, późniejsza księżna Dietrichstein, w roku 1854 oddała część swojego wiana na utworzenie w budynku łąckiego pałacu zakładu dla osieroconych dziewcząt.
Od roku 1957, w łąckim pałacu mieści się Dom Pomocy Społecznej dla dzieci niepełnosprawnych, prowadzony przez siostry Opatrzności Bożej. Ponadto od roku 2006, siostry te prowadzą na terenie wsi także Katolicką Placówkę Opiekuńczo-Wychowawczą, która mieści się w pobliżu DPS, w dawnych zabudowaniach gospodarczych pałacu.

## Łąka dziś
Obecnie wieś jest w pełni zmodernizowana. Na jej terenie działają instytucje oraz obiekty ułatwiające życie nie tylko mieszkańcom Łąki, ale całej gminy Trzebownisko. Ogromny udział w ich powstaniu miał wicemarszałek Senatu I i II kadencji, a jednocześnie mieszkaniec Łąki, Józef Ślisz.

### Szkoły
Najstarszą szkołą w Łące była szkoła ludowa jednoklasowa, która swoją działalność rozpoczęła w roku szkolnym 1881/82. Po kilku latach przekształcono ją na szkołę 2-klasową. Długoletnim nauczycielem był w tej szkole Jan Tatkowski. W późniejszych latach szkołę rozbudowano i nauczanie przekształcono w 7-klasowe. W 1968 roku wprowadzono w szkołach nauczanie 8-klasowe.
W 1992 roku rozpoczęto w Łące budowę nowoczesnej szkoły, którą oddano do użytku 1 września 1995 roku. Poświęcenia obiektu dokonał ks. Kazimierz Górny biskup rzeszowski, dnia 11 listopada 1995 roku.
Obecnie w Zespole Szkół  w Łące znajduje się 14 klasopracowni, 2 sale komputerowe z dostępem do sieci Internet, biblioteka, sala gimnastyczna, kuchnia wraz ze stołówką oraz oddział zerówki i przedszkola.

### Ochotnicza Straż Pożarna

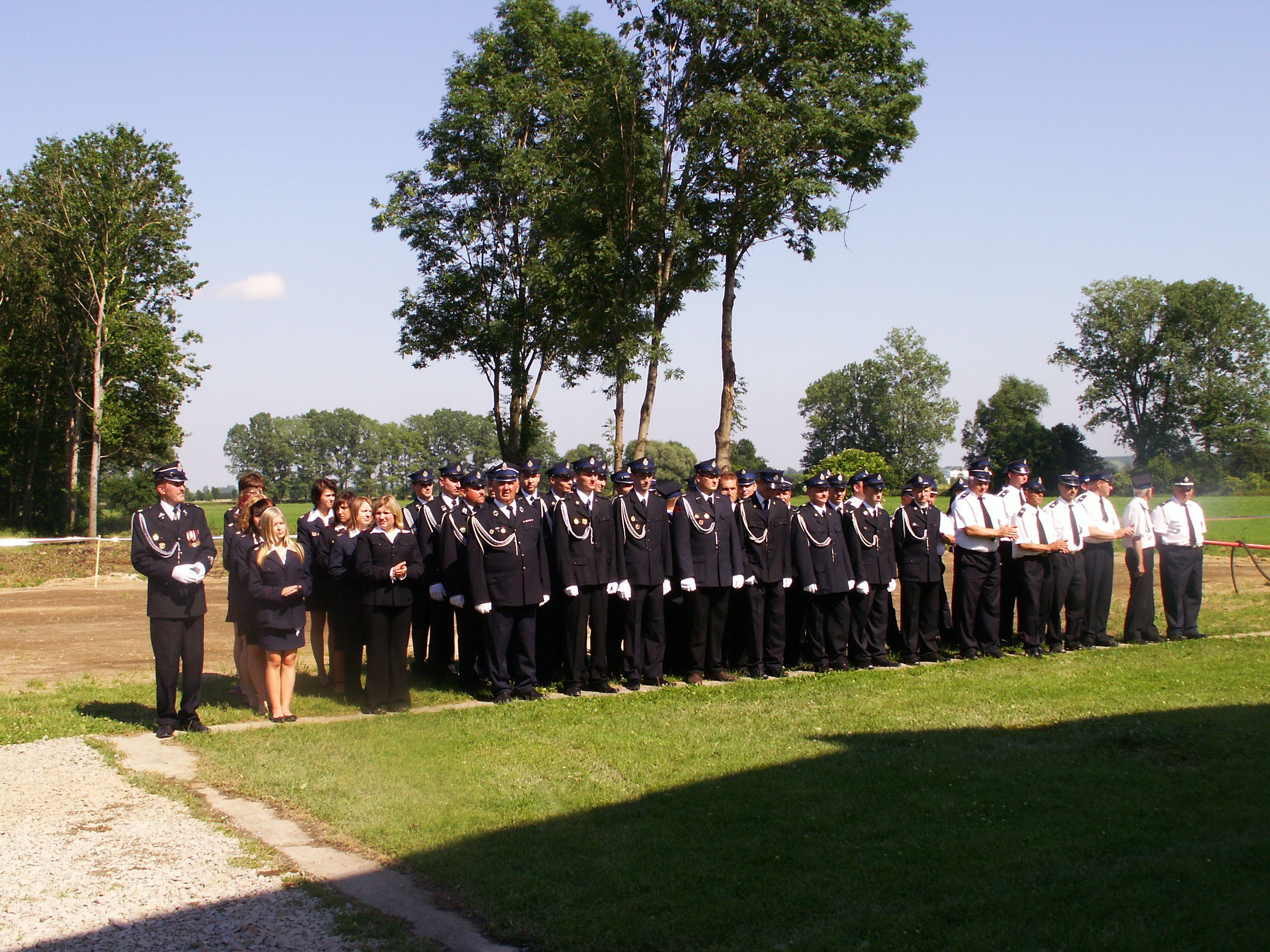
Druhny i druhowie OSP w Łące podczas obchodów 85. rocznicy założenia jednostki

Po dwóch wielkich pożarach, jakie miały miejsce we wsi w latach 1890 i 1904, wójt Jan Bałanda zakupił pierwszy sprzęt pożarniczy – trzy pompy ręczne. W 1923 roku, z inicjatywy miejscowego organisty, Michała Pieniążka, została założona Ochotnicza Straż Pożarna w Łące. W 1935 roku wzniesiono budynek, który do roku 1969 służył jako remiza. W 1969 roku do użytku oddano nowy budynek z garażem i świetlicą. Duże zaangażowanie w kierowaniu jednostką wykazał wtedy druh Józef Moskwa.
W 1973 roku, jednostce OSP w Łące przekazano pierwszy samochód Żuk, zaś w roku 1989 wóz bojowy Jelcz. W tym roku (21 maja) miało miejsce także otwarcie Domu Strażaka w Łące po dobudowaniu dwóch boksów garażowych, a nad nimi świetlicy strażackiej.
22 czerwca 2008 roku obchodzono uroczystość 85-lecia istnienia Ochotniczej Straży Pożarnej w Łące. Tego dnia jednostka Ochotniczej Straży Pożarnej w Łące otrzymała trzy nowe wozy bojowe: Tatra, Star-Man, Gazela.

### Spółdzielnia Telekomunikacyjna „WIST”
Spółdzielnia ta jest niezależnym operatorem sieci telekomunikacyjnej na terenie gmin: Głogów Małopolski, Kamień, Krasne, Sokołów Małopolski i Trzebownisko. Aktualnie obsługuje ona ponad 7000 abonentów telefonicznych. Spółdzielnia „WIST” świadczy również usługi internetowe.

### Inne ważne obiekty na terenie Łąki
- drukarnia INDYGO Sp. z o.o.;
- dwie nowoczesne piekarnie;
- bank;
- urząd pocztowy;
- oczyszczalnia ścieków, oddana do użytku w 1994 roku (prócz Łąki korzystają z niej sąsiadujące wioski: Łukawiec, Terliczka, Palikówka i Trzebownisko);
- Sylveco.